# Buchanania merrillii
Buchanania merrillii là một loài thực vật có hoa trong họ Đào lộn hột. Loài này được Christoph. mô tả khoa học đầu tiên năm 1938.